# Сиун-Сар
Сиун-Сар (перс. سئون سر) — село в Ірані, у дегестані Тула-Руд, в Центральному бахші, шагрестані Талеш остану Ґілян. За даними перепису 2006 року, його населення становило 37 осіб, що проживали у складі 9 сімей.